# Таунсенд, Джон, 5-й маркиз Таунсенд
Джон Вильерс Стюарт Таунсенд, 5-й маркиз Таунсенд (англ. John Villiers Stuart Townshend, 5th Marquess Townshend; 10 апреля 1831 — 6 октября 1899) — британский пэр и либеральный член парламента, известный как виконт Рейнхэм с 1855 по 1863 год.

## Биография
Родился 10 апреля 1831 года. Старший сын контр-адмирала Джона Таунсенда, 4-го маркиза Таунсенда (1798—1863), и Элизабет Джейн Крайтон-Стюарт (1803—1877), дочери контр-адмирала лорда Джорджа Стюарта.
Фельдмаршал Джордж Таунсенд, 1-й маркиз Таунсенд (1724—1807), был одним из его прадедов по отцовской линии, а премьер-министр Джон Стюарт, 3-й граф Бьют (1713—1792), был одним из его прадедов по материнской линии. Он был избран в Палату общин от Тэмворта в 1855 году (сменив своего отца), место, которое он занимал до 1863 года, когда унаследовал маркизат после смерти отца и вошел в Палату лордов Великобритании.
На заседаниях Солсбери Петти в мае 1881 года лорд Эдвард Тинн рассказал, как к нему пристал лорд Таунсенд и два сообщника на дороге между Лаверстоком и Солсбери. Полковник Непин держал пони за голову, в то время как Таунсенд несколько раз ударил его рукояткой лошадиного хлыста. Эдвард Тинн признал, что сбежал с леди Таунсенд в 1872 году, но отметил, что маркиз никогда не подавал в суд на развод, и утверждал, что лорд Макдафф напал на него по тому же поводу, когда он был за границей.
Таунсенд был признан виновным в нападении и приговорен к штрафу в размере 500 фунтов стерлингов или трем месяцам тюремного заключения. После нескольких часов в тюрьме он неохотно заплатил штраф, эквивалентный 51 600 фунтам стерлингов в 2021 году. Маркиз Таунсенд осудил суд, в то время как Vanity Fair сообщила, что другие неназванные лица заявили, что «единственное сожаление состоит в том, что его [Тинна] не избили раньше и хуже».
В 1897 году лорд Таунсенд выставил на аукцион замок Тамуэрт и соседние поместья Болхолл и Гласкот. Они были куплены корпорацией Тамуэрт за 3000 фунтов стерлингов (что эквивалентно 348 000 фунтов стерлингов в 2021 году). Корпорация совершила покупку в честь Золотого юбилея королевы Виктории. Замок перешел семье Таунсендов в результате брака Шарлотты Комптон, 16-й баронессы Феррерс из Чартли, с Джорджем Таунсендом, 1-м маркизом Таунсендом, в 1751 году, однако семья не жила в замке, и он был сдан в аренду ряду арендаторов.
Маркиз Таунсенд скончался в октябре 1899 года в возрасте 68 лет, и его титулы унаследовал его единственный сын Джон.

## Семья

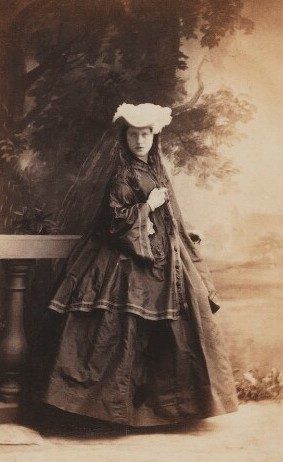
Леди Энн Элизабет Клементина Дафф, фотография 1860 года

17 октября 1865 года лорд Таунсенд женился на леди Энн Элизабет Клементине Дафф (16 августа 1847 — 31 декабря 1925), дочери Джеймса Даффа, 5-го графа Файфа (1814—1879), и леди Агнес Джорджианы Элизабет Хэй (1829—1869). У супругов было двое детей:
- Джон Джеймс Дадли Стюарт Таунсенд, 6-й маркиз Таунсенд (17 октября 1866 — 17 ноября 1921)
- Леди Агнес Элизабет Одри Таунсенд (12 декабря 1870 — 15 марта 1955), в 1903 году вышла замуж за Джеймса Каннингема-Дарема (? — 1954), от брака с которым у неё было двое детей.

Леди Таунсенд умерла в 1925 году.